# Филадельфийская фондовая биржа
Филадельфийская фондовая биржа — американская фондовая биржа. Расположена в городе Филадельфия.

## Индексы
Основные индексы:
- Philadelphia Gold and Silver Index — объединяет акции золотодобывающих компаний.
- PHLX Semiconductor Sector — объединяет акции компаний-производителей полупроводников.